# João Van Zeller
João Maria Lemos Van Zeller (nascut el 29 de març de 1990) és un futbolista portuguès que juga al Leça FC com a davanter.

## Carrera futbolística
El 2 de març de 2014, Van Zeller va fer el seu debut professional amb el Leixões SC en un partit de Segona Lliga 2013-14 contra el Portimonense SC.